# Bulletin de l'Organisation mondiale de la santé
Le Bulletin de l’Organisation mondiale de la santé est une revue de santé publique mensuelle publiée par l’Organisation mondiale de la santé, créée en 1948. Elle vise à donner des politiques de santé publique et des conseils de bonne pratique à partir des meilleures informations disponibles, tout en encourageant des liens plus étroits entre les recherches scientifiques et l'aide apportée à certaines populations pour qu'elle mènent une vie plus saine. Les articles sont publiés en anglais et des résumés sont disponibles en arabe, chinois, anglais, français, russe et espagnol.